# Сеймур, Эдуард, 1-й граф Хартфорд
Эдуард Сеймур, 1-й граф Хартфорд (англ. Edward Seymour, 1st Earl of Hertford; 22 мая 1539 — 6 апреля 1621) — английский дворянин эпохи Тюдоров, сын лорда-протектора Англии Эдуарда Сеймура, герцога Сомерсета. Состоял в родстве с королевской семьёй, его первой женой была предполагаемая наследница престола Англии, леди Катерина Грей.

## Биография
Эдуард был старшим сыном Эдуарда Сеймура, графа Хартфорда (позднее герцога Сомерсета), от его второго брака с Энн Стэнхоуп. По линии отца он приходился двоюродным братом принцу Эдуарду Тюдору, наследнику короля Англии Генриха VIII: отец Сеймура и мать принца, королева Джейн Сеймур, были родными братом и сестрой. От первого брака отца с Кэтрин Филлол у него было двое старших единокровных братьев, Джон и Эдуард, а также старшая родная сестра Энн и множество младших родных братьев и сестёр.
Сеймур воспитывался вместе с принцем Эдуардом. В январе 1547 года умер Генрих VIII, и отец Эдуарда стал лордом-протектором при малолетнем короле Эдуарде VI, а также был пожалован титулом герцога Сомерсета. Эдуарду-младшему перешли второстепенные титулы отца — виконта Бошана и графа Хартфорда, а во время коронации нового короля он был возведён в рыцарское достоинство. Тогда же Сомерсет начал планировать брачные союзы своих детей: он рассчитывал выдать замуж за короля одну из своих дочерей — Джейн, а в качестве невесты для Эдуарда он рассматривал королевскую кузину леди Джейн Грей, дочь маркиза Дорсета и леди Фрэнсис Брэндон. Эти планы шли вразрез с интригами младшего брата протектора, Томаса Сеймура, прочившего Джейн Грей в жёны королю Эдуарду. Однако этим проектам сэра Томаса не суждено было осуществиться: в 1549 году он был казнён по обвинению в заговоре против лорда-протектора. Родители Джейн Грей подозревались в соучастии, но им удалось доказать свою невиновность и в залог своей лояльности к протектору Сомерсету они согласились на брачный союз между его старшим сыном и их дочерью.
Но в декабре 1551 года лорд-протектор Сомерсет был лишён всех званий и титулов в связи с обвинением в государственной измене и вместе с женой заключён в Тауэр. После казни Сомерсета в 1552 году его имущество было конфисковано и возвращено в собственность короны. Юный Эдуард утратил титул графа Хартфорда и был отдан под опеку старшего сына герцога Нортумберленда — Джона, графа Уорика. После восшествия на престол королевы Елизаветы I Тюдор Эдуарду был возвращён титул графа Хартфорда в январе 1559 года.
Его первой супругой была леди Катерина Грей, одна из племянниц Елизаветы, а также основная претендентка на корону Англии. Леди Грей была упомянута как одна из наследниц в завещании Генриха VIII. После казни сестры, Джейн Грей, и смерти матери, Фрэнсис Брэндон, Катерина стала следующей после Елизаветы в очереди на престол. Они тайно обвенчались в ноябре или декабре 1560 года, и вскоре Сеймур отбыл во Францию. Когда Елизавете стало известно об их замужестве, Катерина была заключена в Тауэр, куда вскоре последовал и Сеймур, вернувшийся из Франции.
После рассмотрения дела Мэттью Паркер, архиепископ Кентерберийский, объявил брак Сеймура и Грей недействительным на том основании, что он был свершён без королевского дозволения, а кроме того, ни сами супруги, ни их слуги и приближённые не смогли назвать точную дату венчания и предоставить убедительные доказательства того, что свадьба действительно состоялась. Священник, обвенчавший их, также не был найден. Сеймур был оштрафован по решению Звёздной палаты на 15 тыс. фунтов, а их родившегося в Тауэре сына, Эдуарда Сеймура, виконта Бошана, объявили незаконнорождённым. Несмотря на запрет, Сеймур и Катерина продолжали сожительствовать как супруги, и после рождения в 1563 году второго сына, Томаса, по приказу королевы Сеймур со старшим сыном был отослан в Ханворт, а Катерина с младшим — в Эссекс.
После смерти Катерины в 1568 году Сеймуру разрешили вернуться ко двору, но его сыновья по-прежнему оставались в статусе незаконнорождённых. В 1582 году он женился на леди Фрэнсис Говард, дочери Уильяма Говарда, лорда Эффингема. Этот брак был бездетным, а в 1598 году Сеймур овдовел.
В 1595 году он вновь навлёк на себя гнев Елизаветы, подав петицию на признание законности брака с леди Грей и восстановление его сыновей в правах наследников престола, за что был отправлен в Тауэр. Королева до последнего момента игнорировала детей Сеймура как потенциальных наследников, её преемником стал король Шотландии Яков VI Стюарт, пра-правнук Генриха VII Тюдора. В 1608 году Эдуарду удалось разыскать священника, обвенчавшего его с Катериной Грей в 1560 году, но новый король признал лишь права потомков Сеймура и Грей на графский титул, отказавшись подтвердить легитимность их притязаний на престол.
В мае 1601 года он в третий раз тайно вступил в брак. Его женой стала богатая вдова по имени Фрэнсис Пранелл, урождённая Говард, дочь Томаса Говарда, 1-го виконта Говарда из Биндона. Их обвенчал Томас Монфор, не имея лицензии, а также без предварительного объявления о предстоящем браке, за что архиепископ Кентерберийский Джон Уитгифт отстранил его от службы на три года.
Также с 1601 года вплоть до своей смерти Сеймур исполнял обязанности лорда-наместника в Сомерсете и Уилтшире. Он скончался 6 апреля 1621 года в возрасте восьмидесяти двух лет и был погребён в Солсберийском соборе. Титул графа Хартфорда унаследовал его внук, Уильям Сеймур, который вскоре после смерти деда организовал перезахоронение его первой жены Катерины Грей рядом с супругом. Над их общей могилой было возведено алебастровое надгробие, сохранившееся по сей день.